# لوك بولارد
لوك بولارد (بالإنجليزية: Luke Pollard)‏ هو سياسي بريطاني، ولد في 10 أبريل 1980 في بليموث في المملكة المتحدة. حزبياً، نشط في حزب العمال وLabour and Co-operative Party ‏. في الانتخابات التشريعية البريطانية 2017، انتخب عضو برلمان المملكة المتحدة الـ57 عن دائرة Plymouth Sutton and Devonport (UK Parliament constituency) ‏ وقد انضم خلال فترته النيابية ‏ (8 يونيو 2017 – ) للكتلة البرلمانية Labour and Co-operative Party ‏.

## وصلات خارجية
- الموقع الرسمي